# Ruggi
Ruggi war ein italienisches Volumen- und Getreidemaß in Livorno.
- 1 Ruggi = 261,21 Liter
- 11 ½ Ruggi = 1 Last (Amsterdamer) = 3003,912 Liter